# Юшин, Владимир Владимирович
Владимир Владимирович Юшин (род. 1960) — специалист в области микроскопической анатомии и эмбриологии морских беспозвоночных, член-корреспондент РАН (2008).

## Биография
Родился 30 мая 1960 года в Перми.
В 1989 году — защитил кандидатскую диссертацию.
В 2001 году — защитил докторскую диссертацию.
В 2008 году — избран членом-корреспондентом РАН.
С 2003 по 2019 гг. — заведующий лабораторией эмбриологии Национального научного центра морской биологии им. А. В. Жирмунского ДВО РАН.
С 2019 года — главный научный сотрудник, научный руководитель лаборатории эмбриологии Национального научного центра морской биологии им. А. В. Жирмунского ДВО РАН.

## Научная деятельность
Специалист в области микроскопической анатомии и эмбриологии морских беспозвоночных, прежде всего — нематод. Исследовал строение и развитие покровов многих свободноживущих морских нематод, определил типы строения кутикулы у нематод всех крупных таксонов и показал пути эволюции покровов нематод и других первичнополостных червей. Занимается исследованием ультраструктуры сперматозоидов и сперматогенеза нематод. Исследовал и описал феномен диморфизма сперматозоидов круглых червей и показал, что биологический смысл диморфизма уникален в каждом случае. Описал новые виды морских нематод: Anticyathus plicibucca Tchesunov & Yushin, 1991, Euchromadora robusta Kulikov, Dashchenko, Koloss & Yushin, 1998, Megadesmolaimus rhodinus Tchesunov & Yushin, 1991.
Участник совместных проектов с коллегами из научных учреждений Бельгии, Вьетнама, Германии, США и Японии, приглашался на международные форумы по нематодам для представления своих оригинальных исследований.
Научно-организационная деятельность
- участвовал в организации международных конференций, а в качестве председателя оргкомитета организовал и провёл V Международный нематологический симпозиум (Владивосток, 2003);
- президент Российского общества нематологов (2001—2003, 2013—2017);
- руководитель научных работ в Дальневосточном государственном университете;
- член редколлегий журналов «Биология моря», «Invertebrate Zoology», «Russian Journal of Nematology» (2010—2017), «Invertebrate Reproduction and Development» (2004—2012), член докторского диссертационного совета, руководитель тем НИР, грантов РФФИ и ДВО РАН.